# Ficus asperifolia
Ficus asperifolia är en mullbärsväxtart som beskrevs av Friedrich Anton Wilhelm Miquel. Ficus asperifolia ingår i släktet fikonsläktet, och familjen mullbärsväxter. Inga underarter finns listade i Catalogue of Life.